# Crambus sanfordellus
Crambus sanfordellus là một loài bướm đêm trong họ Crambidae.